# أحمد عبد الرزاق (ممثل)
أحمد عبد الرزاق هو ممثل إماراتي. 

## عن حياته
عضو في مسرح الشارقة الوطني عام 1985م -وهو عضو في مجلس إدارة مسرح الشارقة الوطني لعدة دورات عضو عامل في جمعية المسرحيين بدولة الإمارات العربية المتحدة عمل كمذيع متعاون في القناة الرابعة لتلفزيون عجمان منذ عام 2000 ولغاية 2004.

## أعماله الفنية

### المسلسلات التلفزيونية
- عناقيد النور
- دبي لندن دبي
- خف علينا
- وديمة وحليمة (جزئين)[3]
- حبر العيون
- طماشة
- أحلام سعيد
- دروب المطايا
- أزهار مريم
- أمواج هادئه
- حاير طاير
- الدريشة
- ابن سحتوت
- الكفن
- سفينة الأحلام
- أبي عفوا
- شحمان ونحفان[3]
- 3 أسابيع [4]

### المسرحيات
- راعي البوم عبرني
- كوكتيل
- البشتخته
- اللوال

### في السينما
- ليل
- الشنطه[3] [5]
- علي وعليا
- وصلنا ولا بعدنا
- شغالتنا أرجنتينية
- الصندوق
- شمال فلم هندي
- نسيم [6] [7] [8]
- فتى الجبل [9]

### البرامج
- بينا وبينكم